# Lista de dinossauros da América do Sul
Esta é uma lista de dinossauros cujos restos foram recuperados na América do Sul.

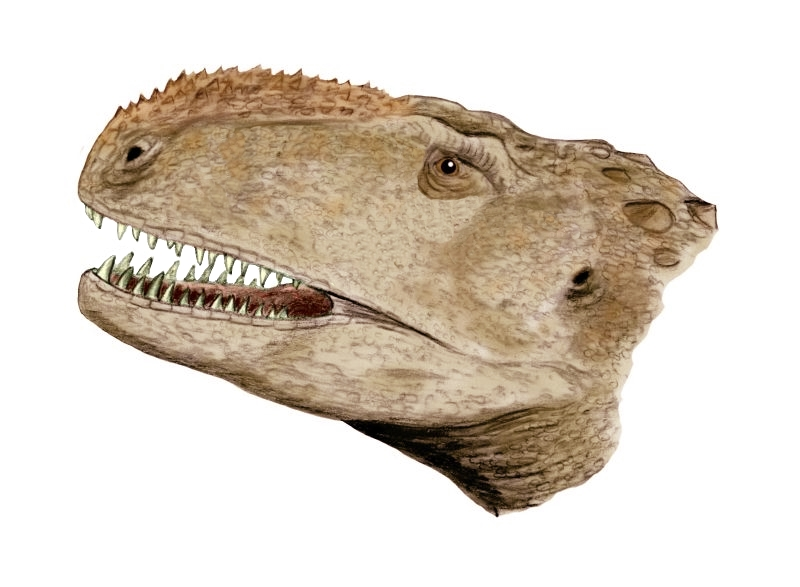
Abelisaurus

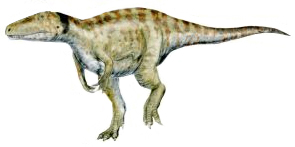
Aerosteon

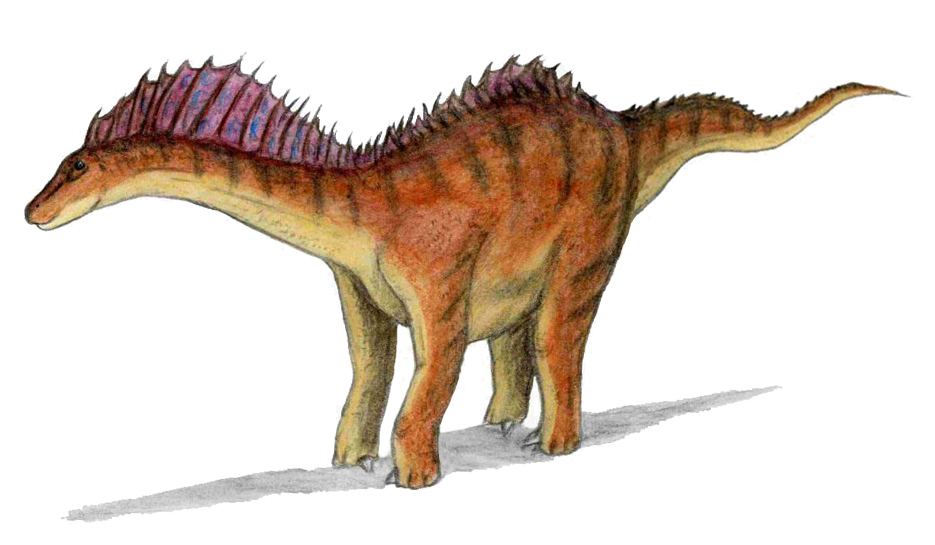
Amargasaurus

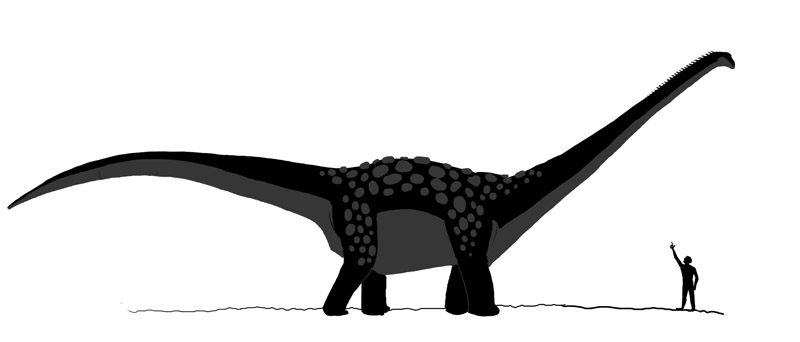
Antarctosaurus

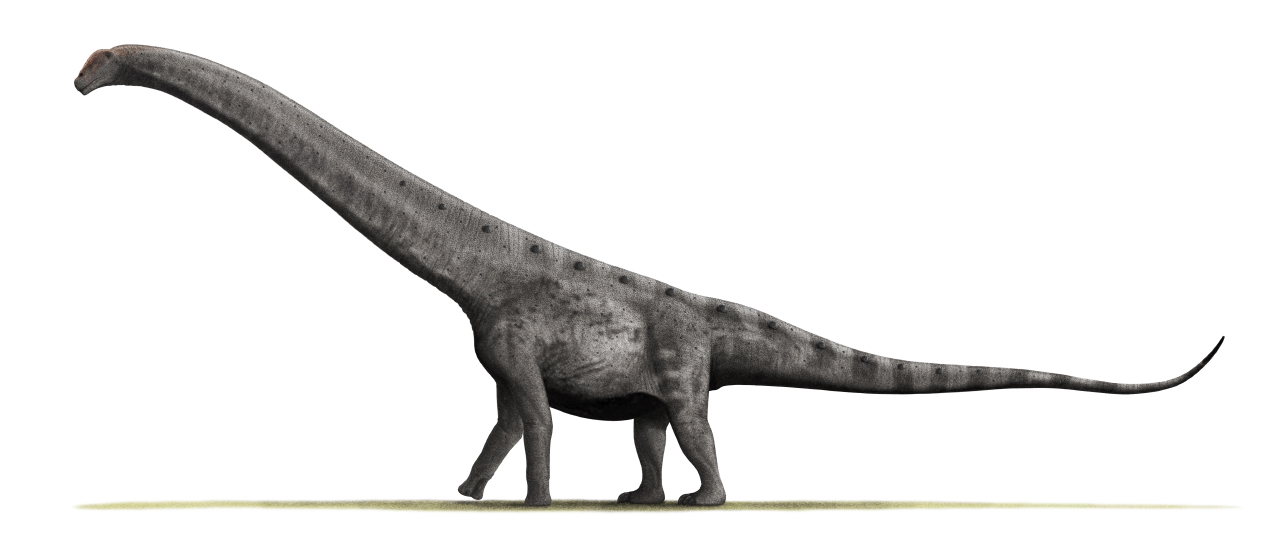
Argentinosaurus

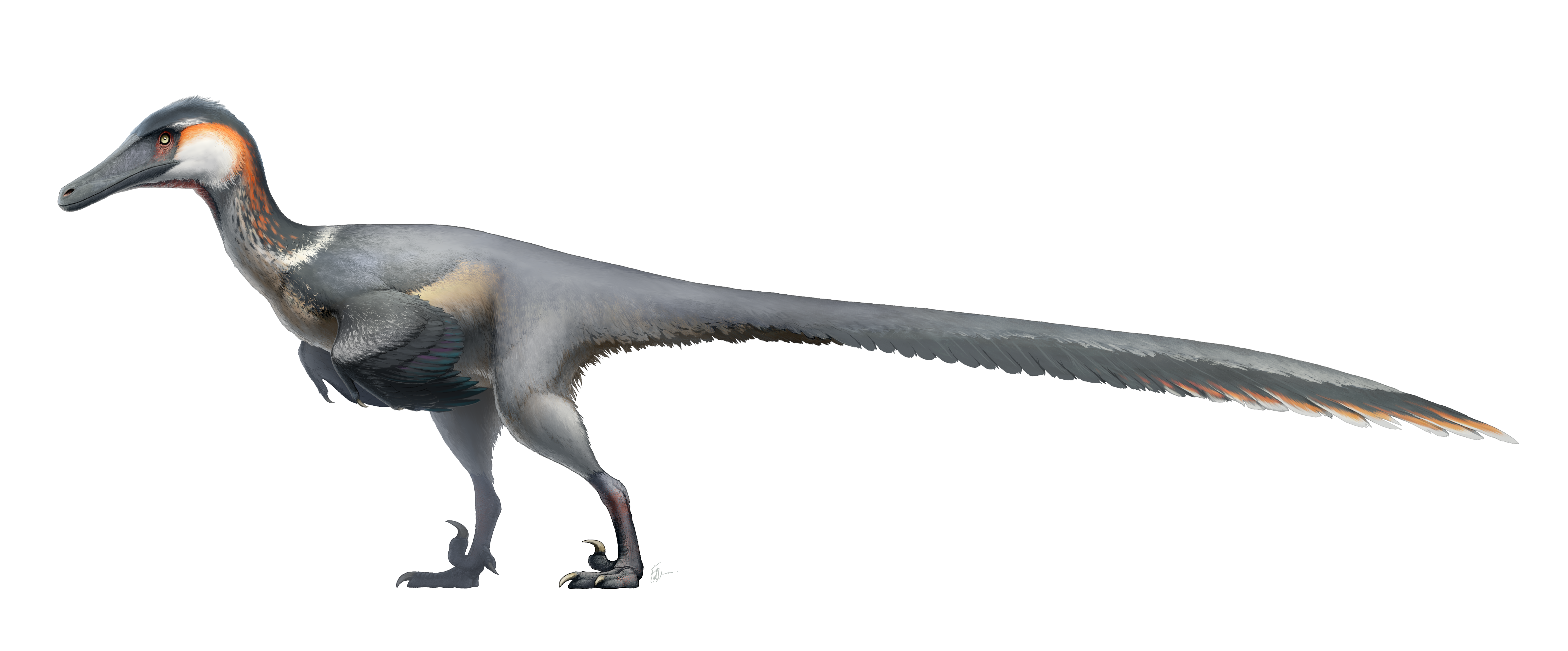
Austroraptor.

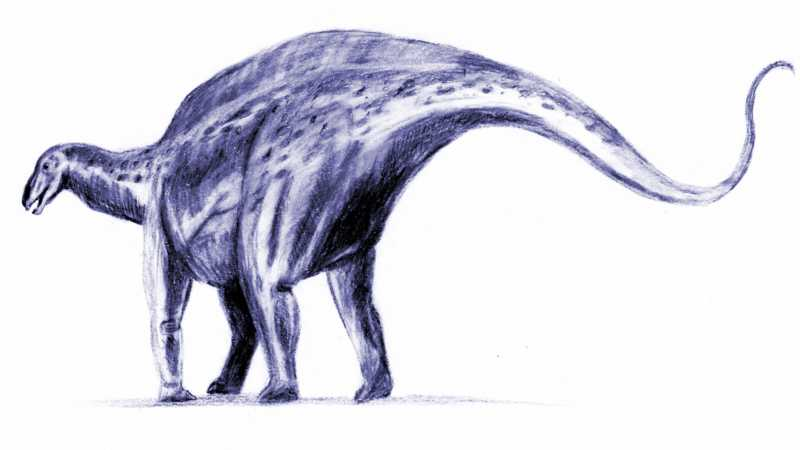
Brachytrachelopan

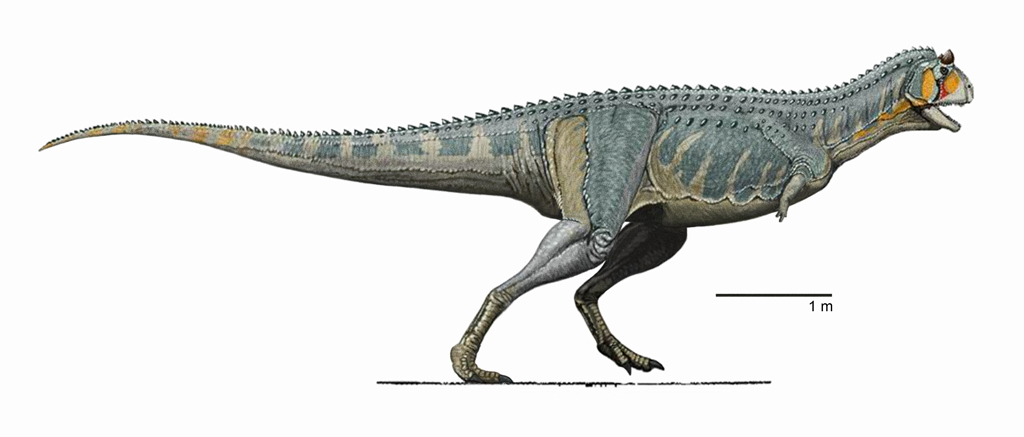
Carnotaurus

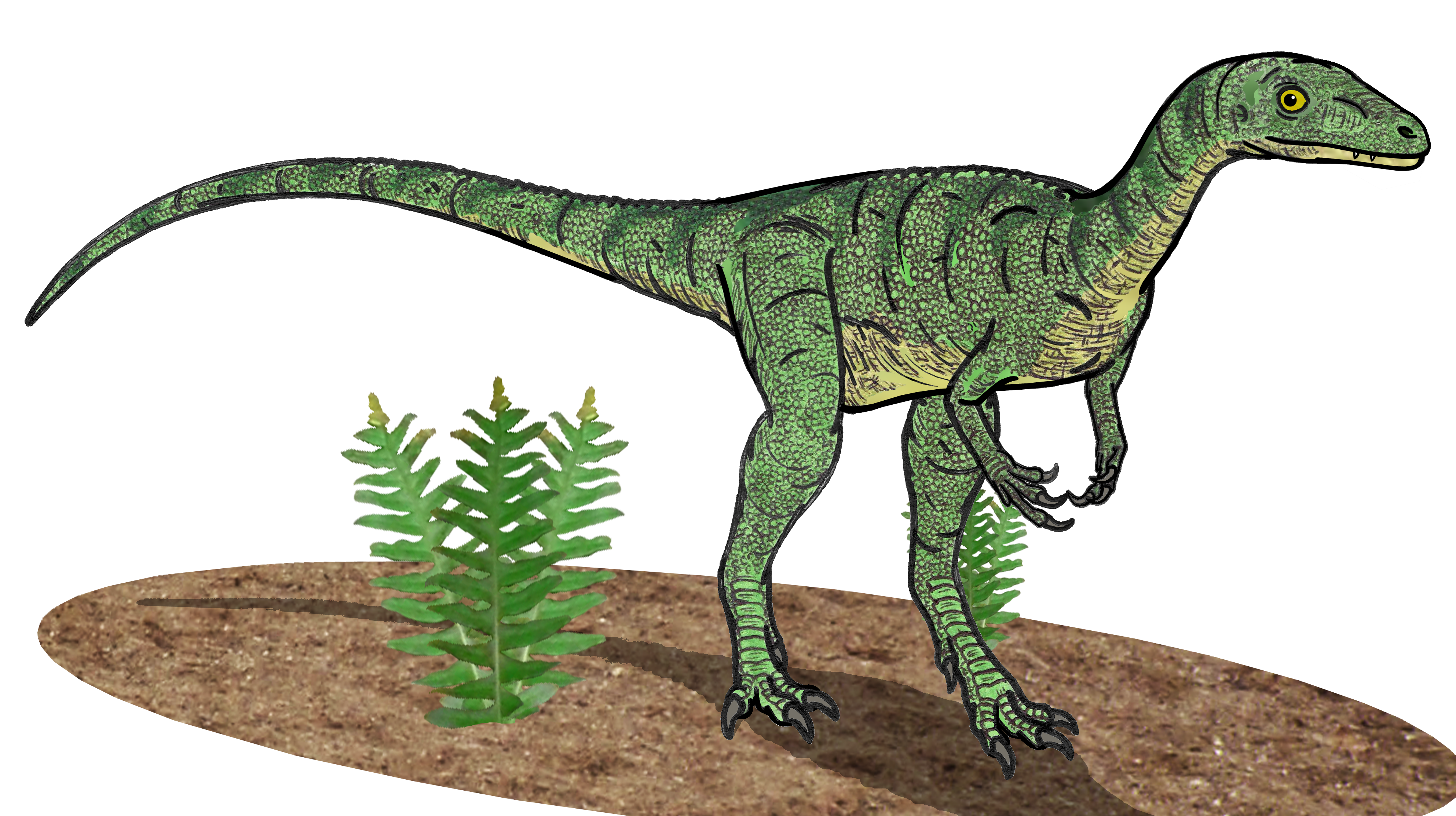
Eoraptor

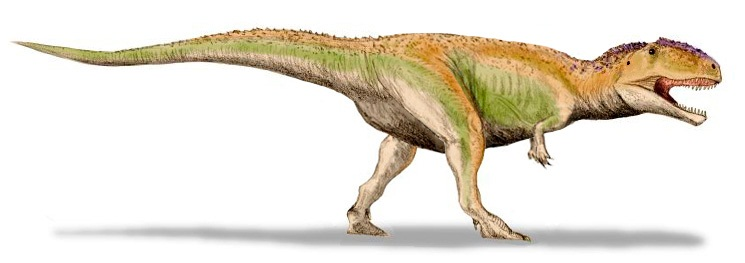
Giganotosaurus

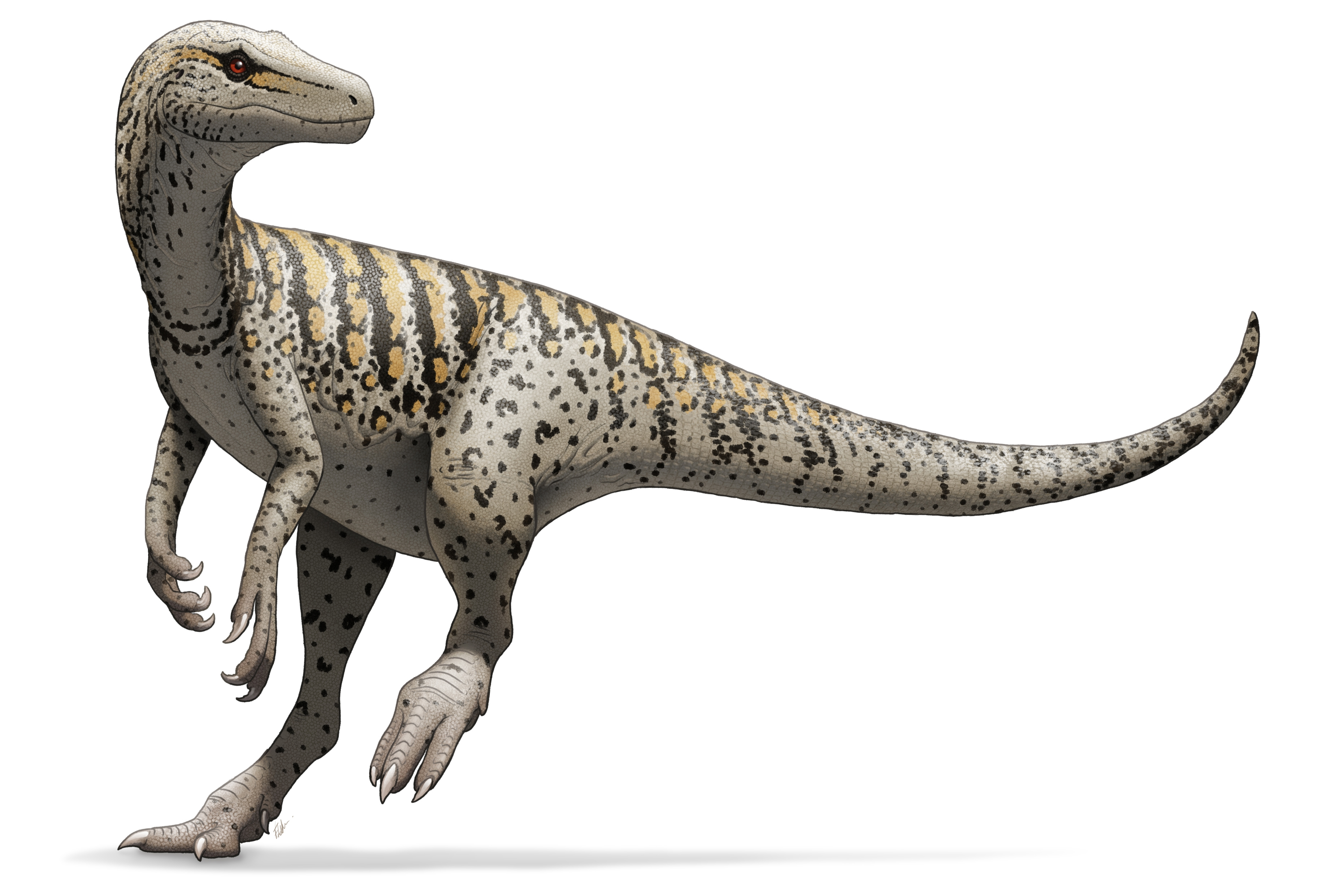
Herrerasaurus

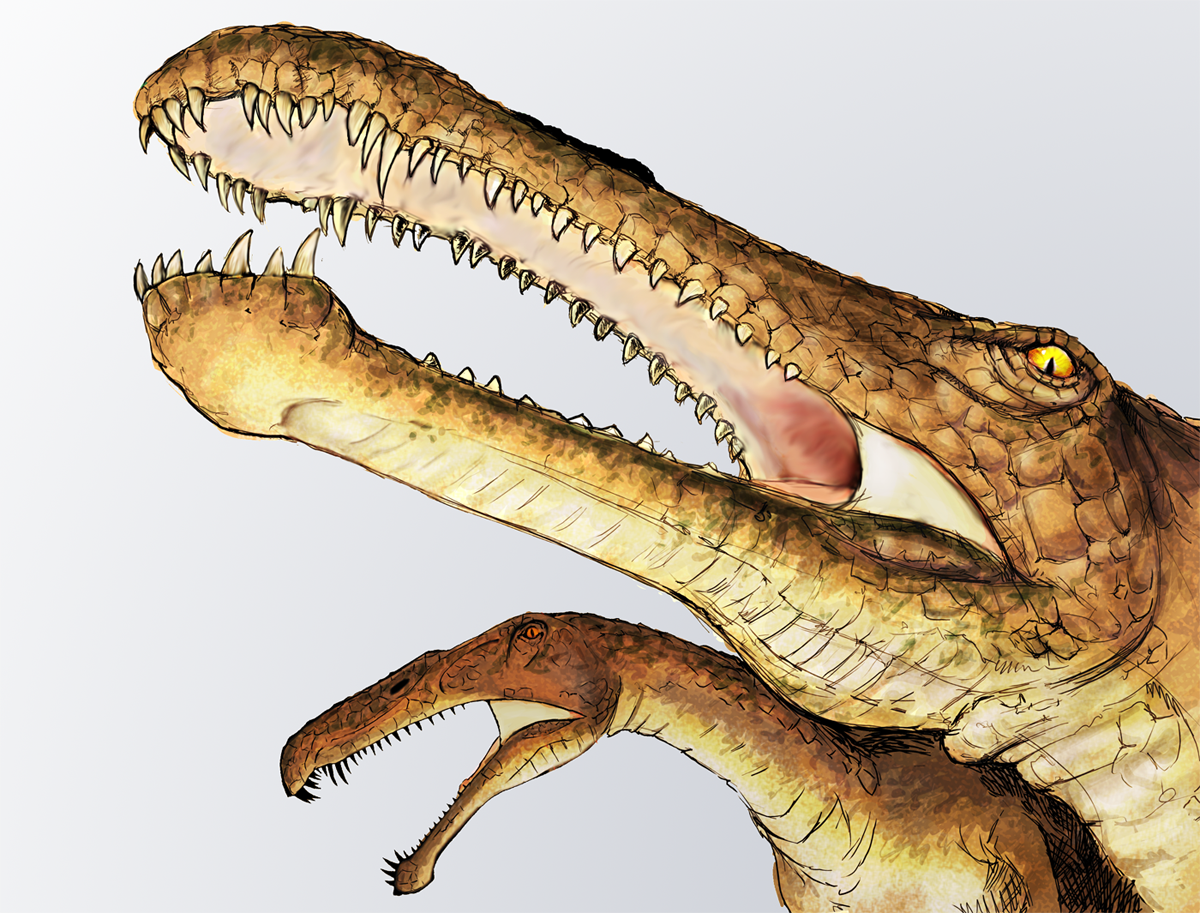
Irritator

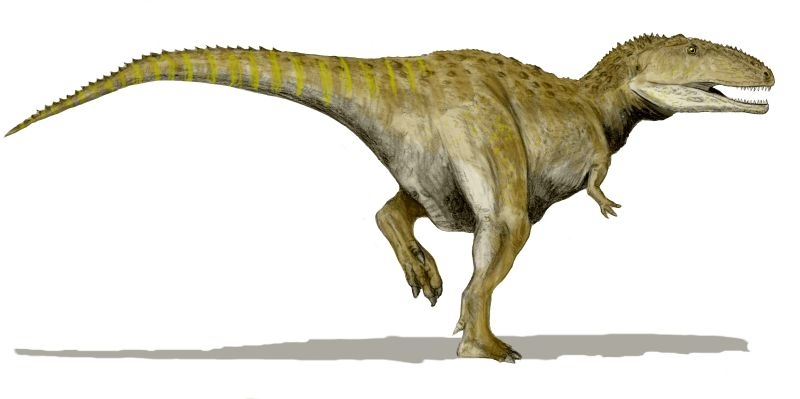
Mapusaurus

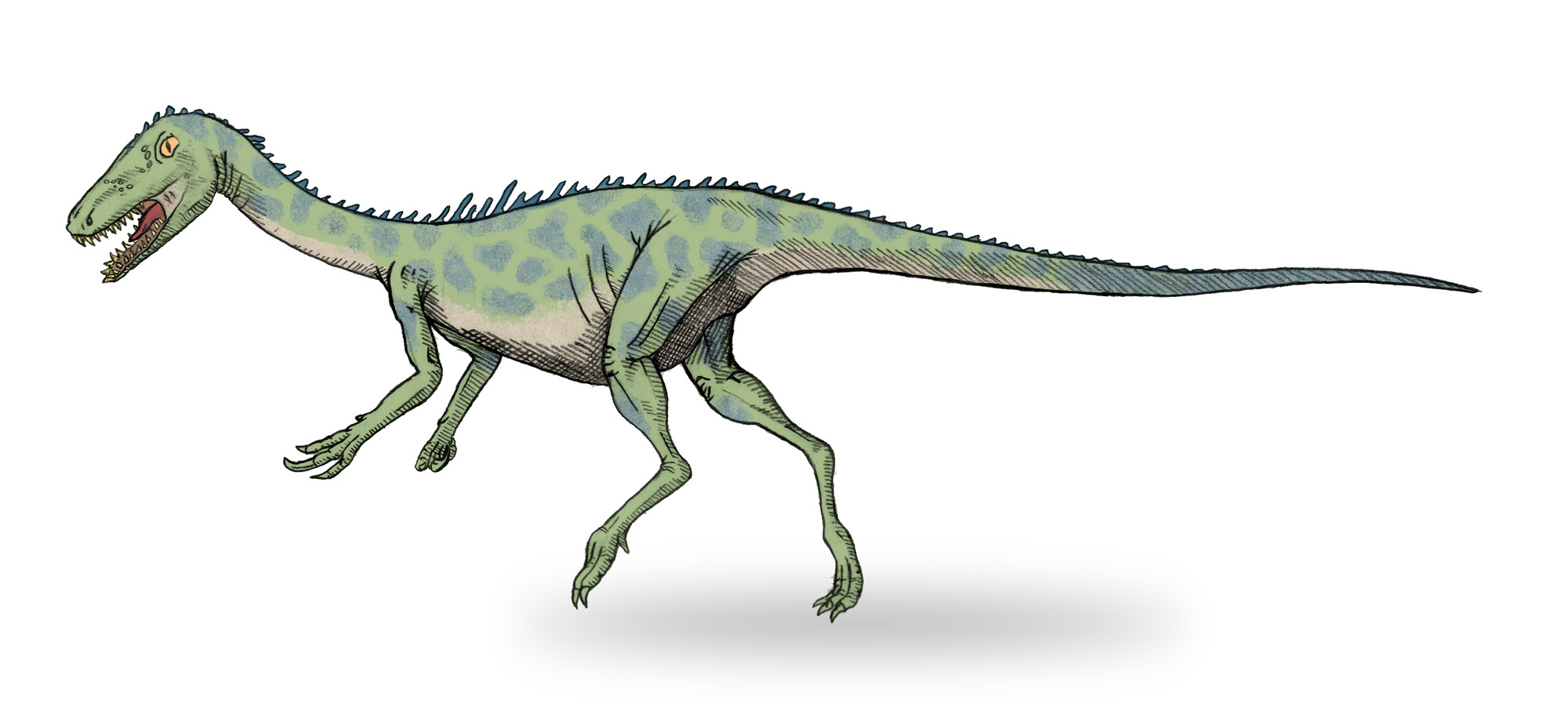
Noasaurus

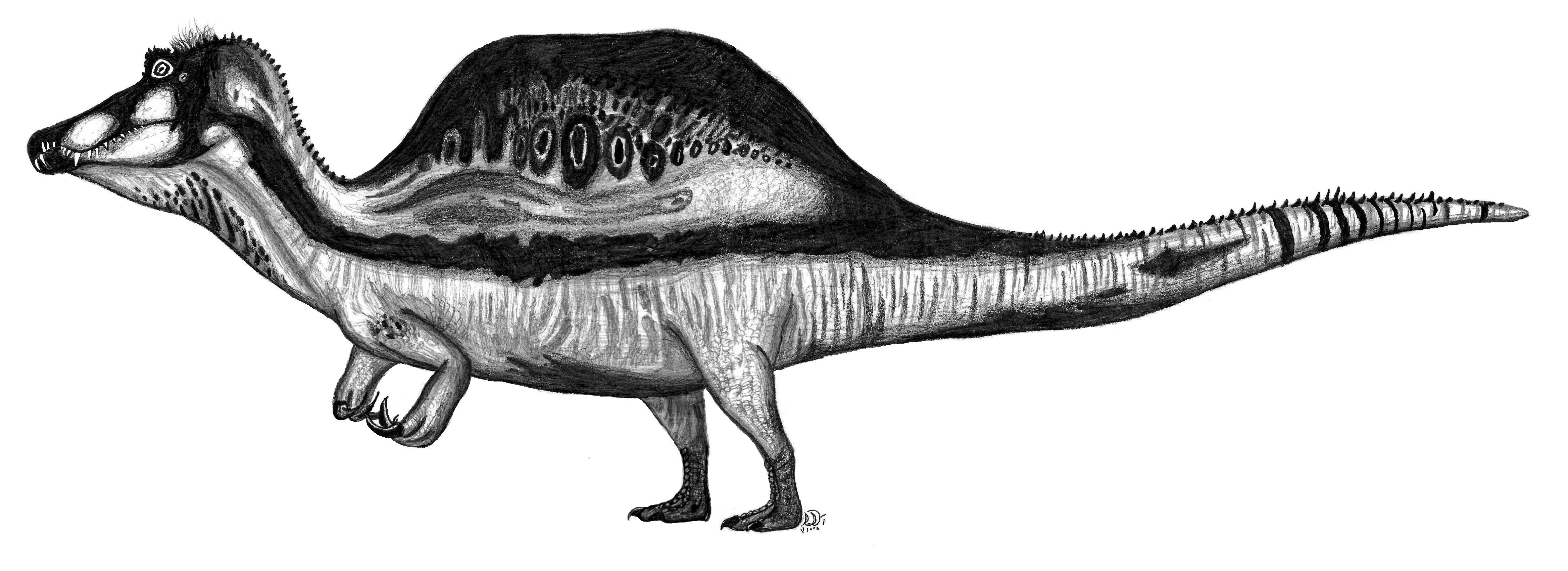
Oxalaia.

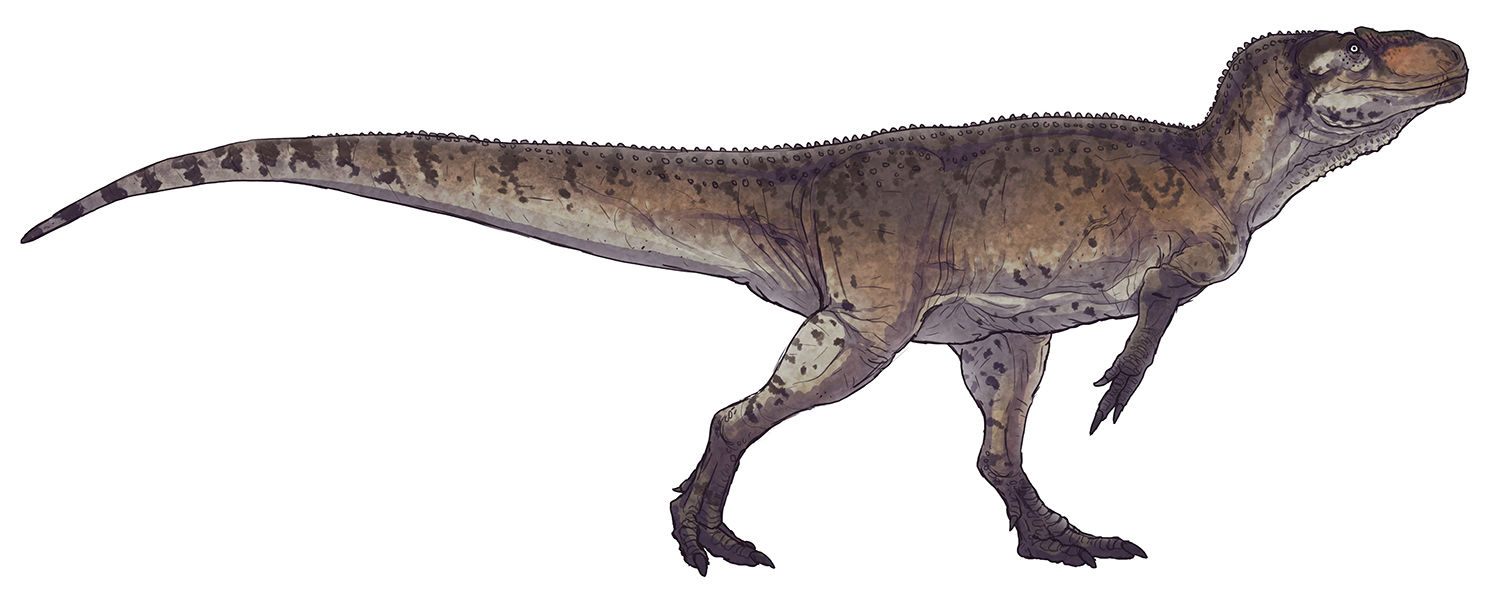
Piatnitzkysaurus.

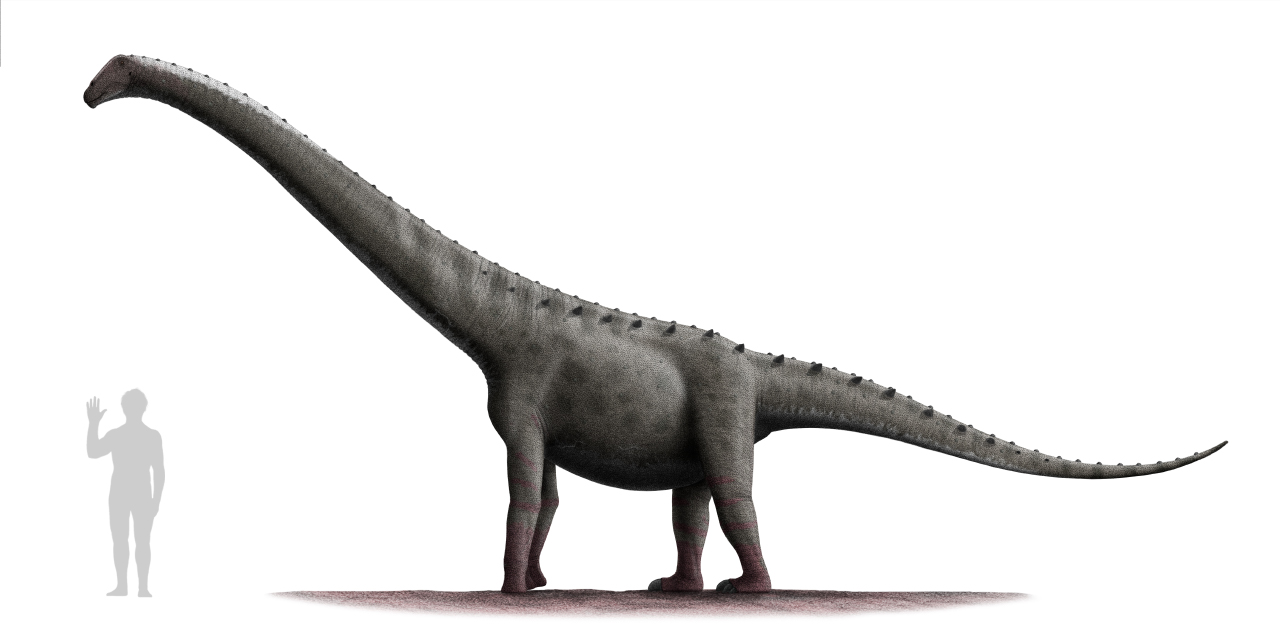
Rinconsaurus

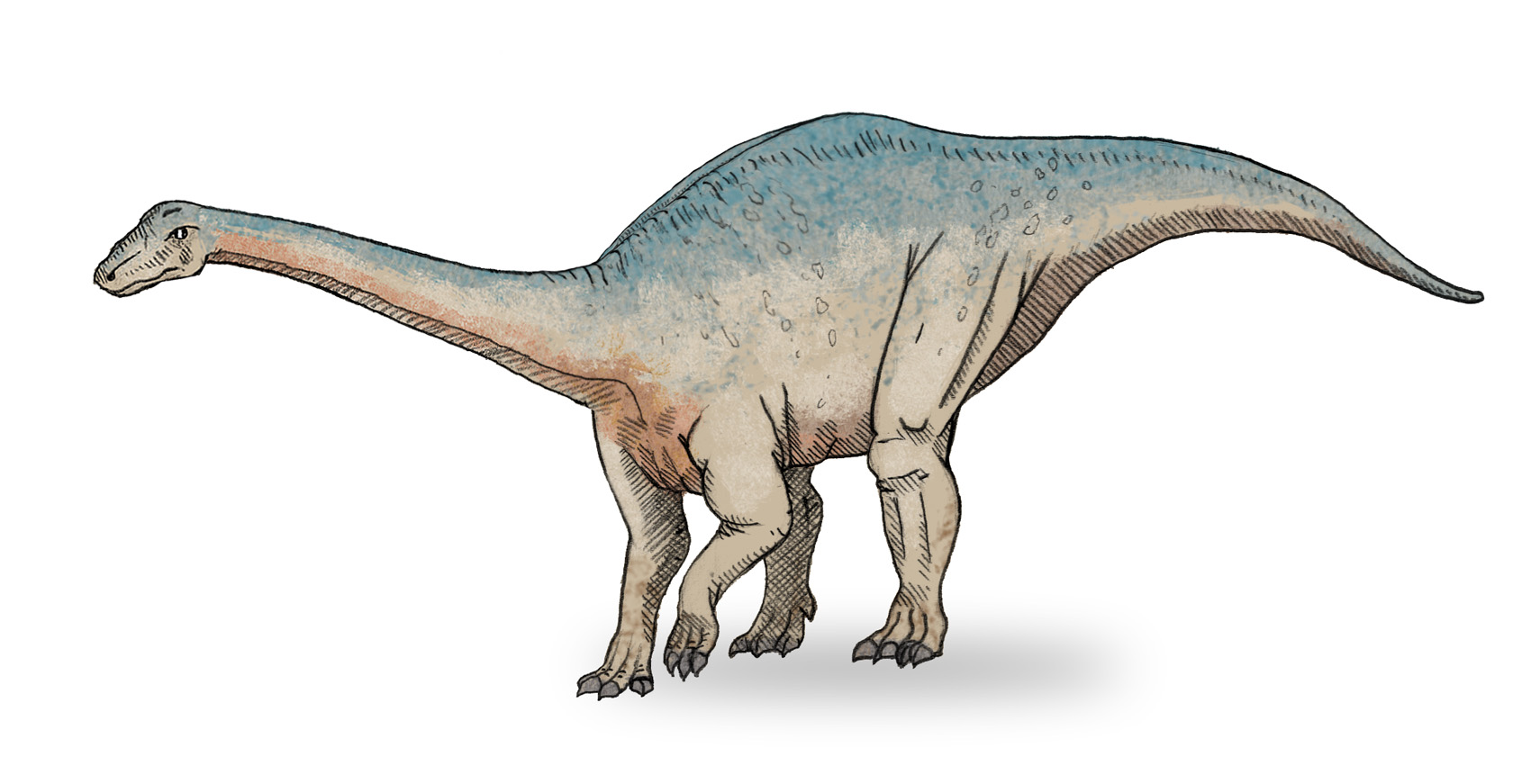
Riojasaurus

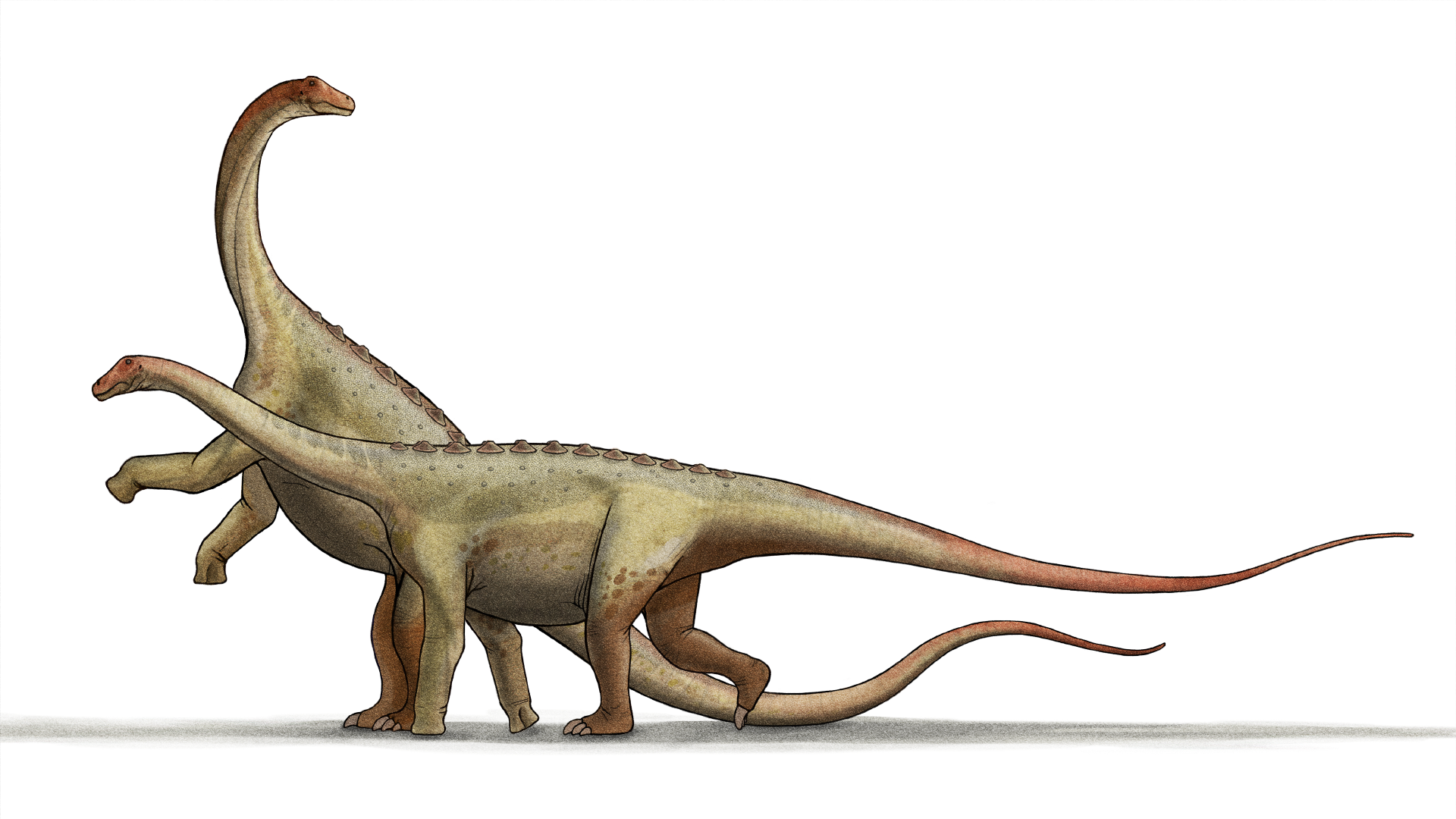
Saltasaurus

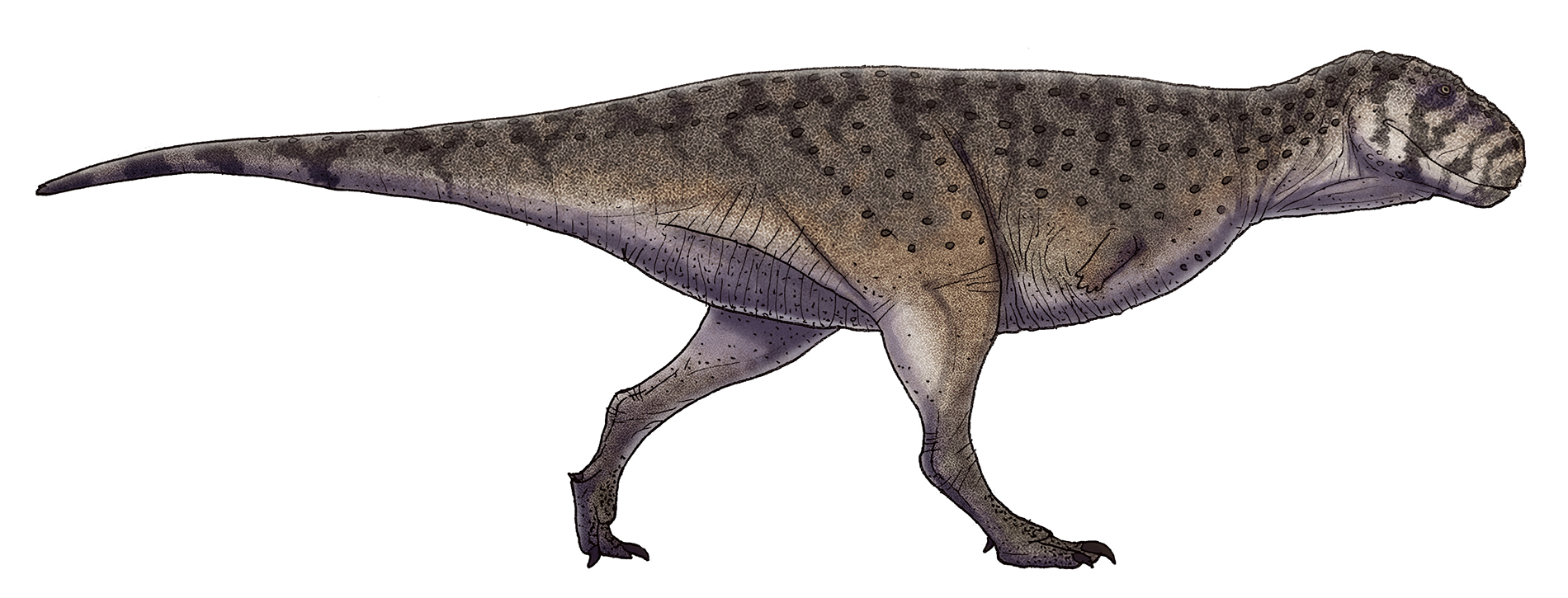
Skorpiovenator

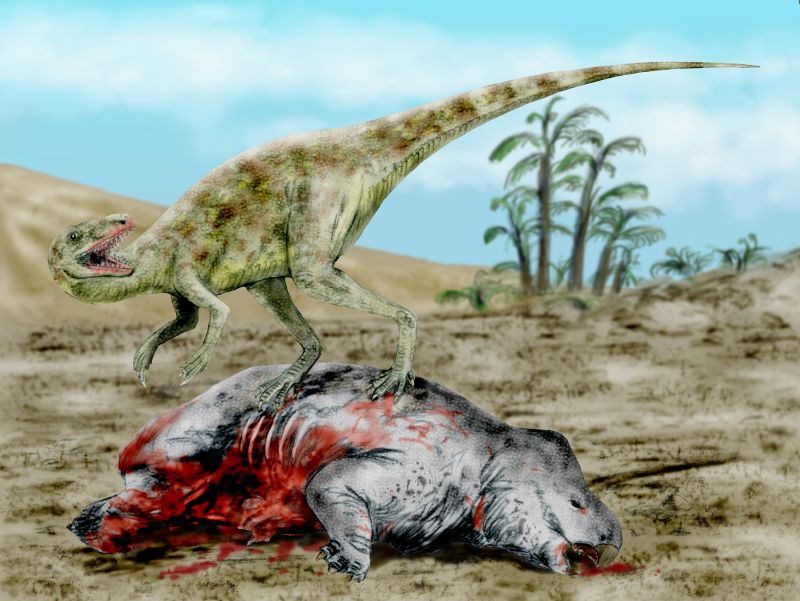
Staurikosaurus

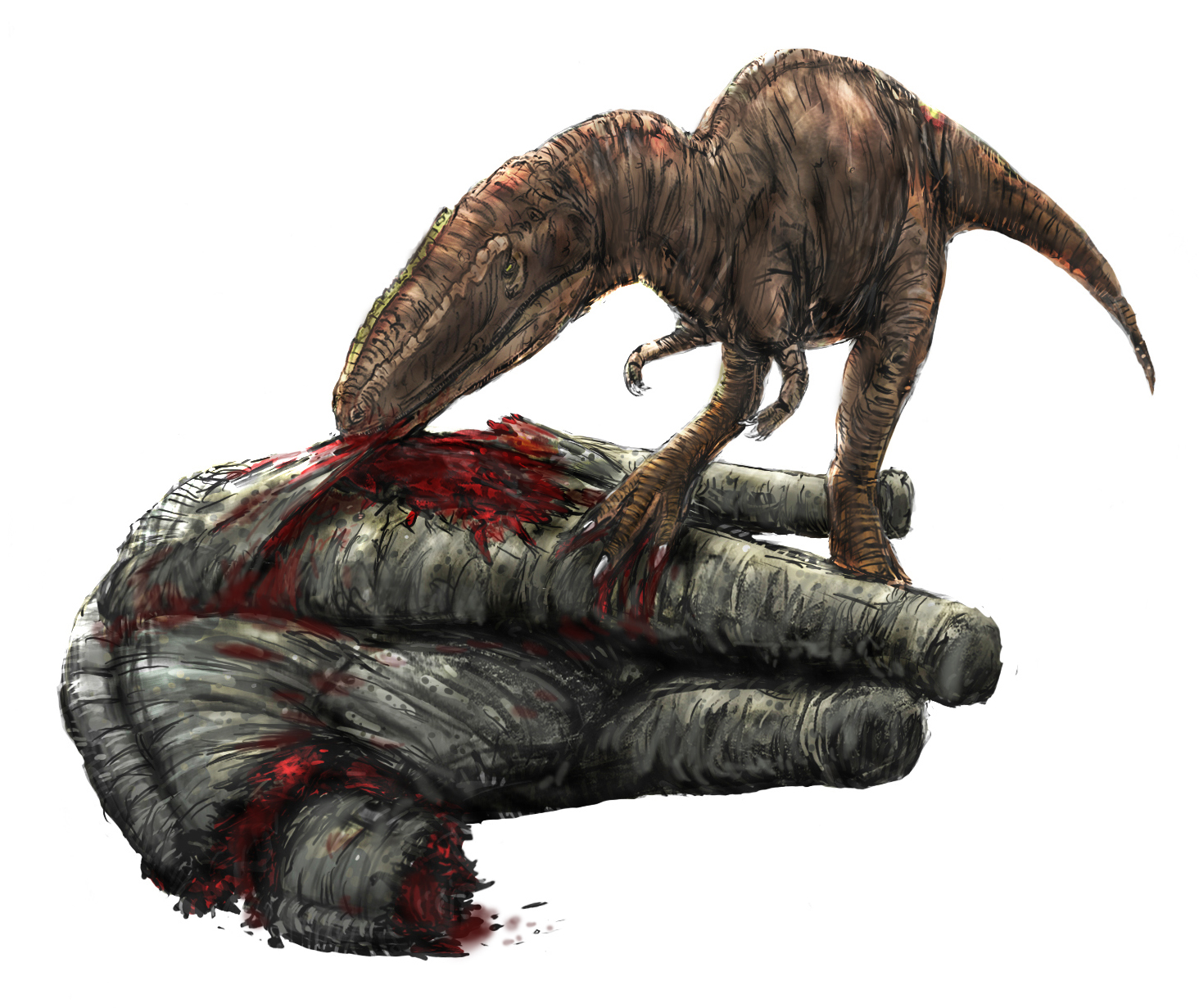
Tyrannotitan.

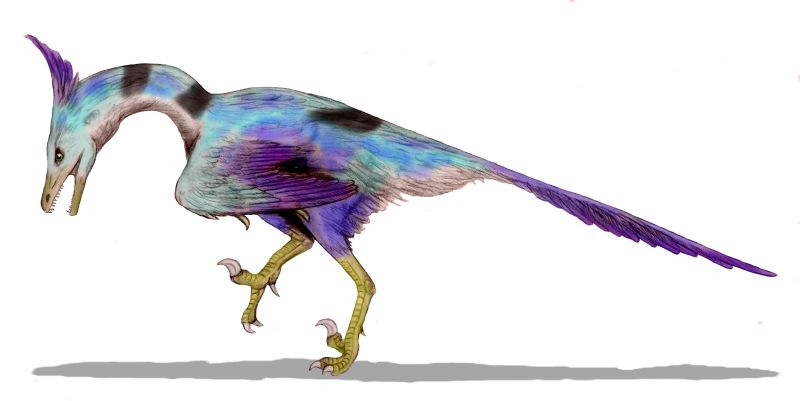
Unenlagia

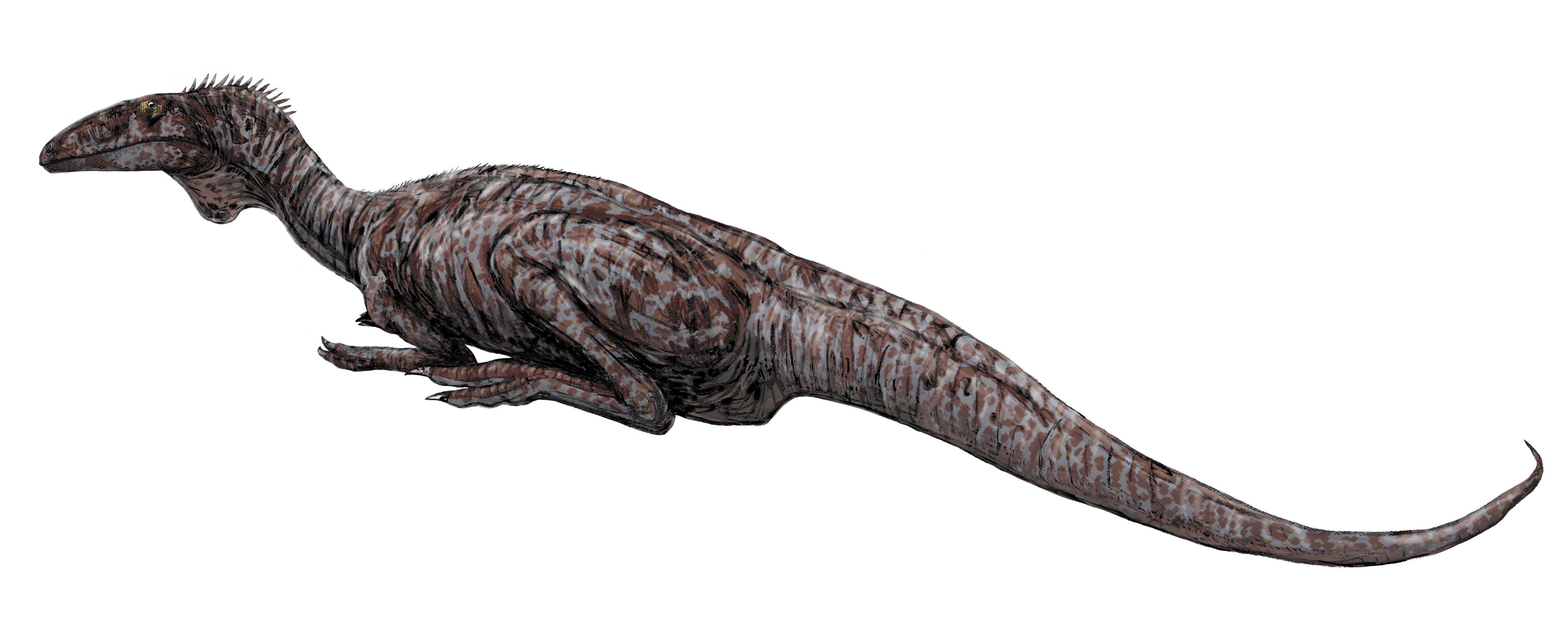
Zupaysaurus

| Nome              | Período                | Dieta[1]       | Notas |
| ----------------- | ---------------------- | -------------- | --- |
| Abelisaurus       | Cretáceo               | carnívoro      | — |
| Achillesaurus     | Cretáceo               | carnívoro      | — |
| Adamantisaurus    | Cretáceo               | herbívoro      | — |
| Adeopapposaurus   | Jurássico              | herbívoro      | — |
| Aeolosaurus       | Cretáceo               | herbívoro      | — |
| Aerosteon         | Cretáceo               | carnívoro      | — |
| Agustinia         | Cretáceo               | herbívoro      | — |
| Alnashetri        | Cretáceo               | carnívoro      | — |
| Alvarezsaurus     | Cretáceo               | carnívoro      | — |
| Amargasaurus      | Cretáceo               | herbívoro      | — |
| Amargatitanis     | Cretáceo               | herbívoro      | — |
| Amazonsaurus      | Cretáceo               | herbívoro      | — |
| Amygdalodon       | Jurássico              | herbívoro      | — |
| Anabisetia        | Cretáceo               | herbívoro      | — |
| Andesaurus        | Cretáceo               | herbívoro      | — |
| Angaturama        | Cretáceo               | carnívoro      | — |
| Aniksosaurus      | Cretáceo               | carnívoro      | Era um terópode, especificamente um coelurossauro, que viveu entre as idades do Cenomaniano e Turoniano do período Cretáceo médio.                                    |
| Antarctosaurus    | Cretáceo               | herbívoro      | — |
| Argentinosaurus   | Cretáceo               | herbívoro      | — |
| Argyrosaurus      | Cretáceo               | herbívoro      | — |
| Atacamatitan      | Cretáceo               | herbívoro      | — |
| Aucasaurus        | Cretáceo               | carnívoro      | — |
| Austrocheirus     | Cretáceo               | carnívoro      | — |
| Austroraptor      | Cretáceo               | carnívoro      | — |
| Barrosasaurus     | Cretáceo               | herbívoro      | — |
| Baurutitan        | Cretáceo               | herbívoro      | — |
| Bayosaurus        | Cretáceo               | carnívoro      | — |
| Bicentenaria      | Cretáceo               | carnívoro      | — |
| Bonapartenykus    | Cretáceo               | carnívoro      | — |
| Bonatitan         | Cretáceo               | herbívoro      | — |
| Bonitasaura       | Cretáceo               | herbívoro      | — |
| Brachytrachelopan | Jurássico              | herbívoro      | — |
| Buitreraptor      | Cretáceo               | carnívoro      | — |
| Campylodoniscus   | Cretáceo               | herbívoro      | — |
| Carnotaurus       | Cretáceo               | carnívoro      | — |
| Cathartesaura     | Cretáceo               | herbívoro      | — |
| Chromogisaurus    | Triássico              | (desconhecido) | — |
| Chubutisaurus     | Cretáceo               | herbívoro      | — |
| Clasmodosaurus    | Cretáceo               | herbívoro      | — |
| Coloradisaurus    | Triássico              | herbívoro      | — |
| Comahuesaurus     | Cretáceo               | herbívoro      | — |
| Condorraptor      | Jurássico              | carnívoro      | — |
| Domeykosaurus     | Cretáceo               | herbívoro      | — |
| Dreadnoughtus     | Cretáceo               | herbívoro      | Considerado o maior dinossauro que já existiu. |
| Drusilasaura      | Cretáceo               | herbívoro      | — |
| Ekrixinatosaurus  | Cretáceo               | carnívoro      | — |
| Eodromaeus        | Triássico              | carnívoro      | — |
| Eoraptor          | Triássico              | onívoro        | Pensado para ser o mais antigo dinossauro conhecido até o Nyasasaurus ser descrito.                                                                                   |
| Epachthosaurus    | Cretáceo               | herbívoro      | — |
| Futalognkosaurus  | Cretáceo               | herbívoro      | — |
| Gasparinisaura    | Cretáceo               | herbívoro      | — |
| Genyodectes       | Cretáceo               | carnívoro      | — |
| Giganotosaurus    | Cretáceo               | carnívoro      | — |
| Gondwanatitan     | Cretáceo               | herbívoro      | — |
| Guaibasaurus      | Triássico              | (desconhecido) | — |
| Herrerasaurus     | Triássico              | carnívoro      | — |
| Ilokelesia        | Cretáceo               | carnívoro      | — |
| Irritator         | Cretáceo               | carnívoro      | Pode ser sinônimo de Angaturama |
| Lapampasaurus     | Cretáceo               | carnívoro      | — |
| Laplatasaurus     | Cretáceo               | herbívoro      | — |
| Leonerasaurus     | Triássico ou Jurássico | herbívoro      | — |
| Lessemsaurus      | Triássico              | herbívoro      | — |
| Leyesaurus        | Jurássico              | herbívoro      | — |
| Ligabueino        | Cretáceo               | carnívoro      | — |
| Ligabuesaurus     | Cretáceo               | herbívoro      | — |
| Limaysaurus       | Cretáceo               | herbívoro      | — |
| Loncosaurus       | Cretáceo               | herbívoro      | — |
| Macrogryphosaurus | Cretáceo               | herbívoro      | Iguanodonte |
| Malarguesaurus    | Cretáceo               | herbívoro      | — |
| Manidens          | Jurássico              | herbívoro      | — |
| Mapusaurus        | Cretáceo               | carnívoro      | — |
| Maxakalisaurus    | Cretáceo               | herbívoro      | — |
| Megaraptor        | Cretáceo               | carnívoro      | — |
| Mendozasaurus     | Cretáceo               | herbívoro      | — |
| Mirischia         | Cretáceo               | carnívoro      | — |
| Microcoelus       | Cretáceo               | herbívoro      | Pode ser sinônimo de Neuquensaurus |
| Mussaurus         | Triássico              | herbívoro      | — |
| Muyelensaurus     | Cretáceo               | herbívoro      | — |
| Narambuenatitan   | Cretáceo               | herbívoro      | — |
| Neuquenraptor     | Cretáceo               | carnívoro      | — |
| Neuquensaurus     | Cretáceo               | herbívoro      | — |
| Noasaurus         | Cretáceo               | carnívoro      | — |
| Nopcsaspondylus   | Cretáceo               | herbívoro      | — |
| Notoceratops      | Cretáceo               | herbívoro      | Apenas um maxilar parcial foi encontrado e perdido mais tarde, é incerto se ele era realmente um ceratopsia. Se assim for, seria o único conhecido da América do Sul. |
| Notohypsilophodon | Cretáceo               | herbívoro      | — |
| Orkoraptor        | Cretáceo               | carnívoro      | — |
| Oxalaia           | Cretáceo               | carnívoro      | — |
| Pampadromaeus     | Cretáceo               | carnívoro      | — |
| Pamparaptor       | Cretáceo               | herbívoro      | — |
| Panamericansaurus | Cretáceo               | herbívoro      | — |
| Panphagia         | Triássico              | onívoro        | — |
| Patagonykus       | Cretáceo               | carnívoro      | — |
| Patagosaurus      | Jurássico              | herbívoro      | — |
| Pellegrinisaurus  | Cretáceo               | herbívoro      | — |
| Petrobrasaurus    | Cretáceo               | herbívoro      | — |
| Piatnitzkysaurus  | Jurássico              | carnívoro      | — |
| Pisanosaurus      | Triássico              | herbívoro      | — |
| Pitekunsaurus     | Cretáceo               | herbívoro      | — |
| Puertasaurus      | Cretáceo               | herbívoro      | — |
| Pycnonemosaurus   | Cretáceo               | carnívoro      | — |
| Quilmesaurus      | Cretáceo               | (desconhecido) | — |
| Rayososaurus      | Cretáceo               | herbívoro      | — |
| Rinconsaurus      | Cretáceo               | herbívoro      | — |
| Riojasaurus       | Triássico              | herbívoro      | — |
| Rocasaurus        | Cretáceo               | herbívoro      | — |
| Saltasaurus       | Cretáceo               | herbívoro      | — |
| Sanjuansaurus     | Triássico              | carnívoro      | — |
| Santanaraptor     | Cretáceo               | carnívoro      | — |
| Saturnalia        | Triássico              | herbívoro      | — |
| Sauropodus        | Cretáceo               | herbívoro      | — |
| Secernosaurus     | Cretáceo               | herbívoro      | Primeiro hadrosauridae descoberto na América do Sul |
| Skorpiovenator    | Cretáceo               | carnívoro      | — |
| Sousatitan        | Cretáceo               | herbívoro      | — |
| Spondylosoma      | Triássico              | carnívoro      | Possivelmente um rauisuchia ao invés de um dinossauro |
| Staurikosaurus    | Triássico              | carnívoro      | — |
| Talenkauen        | Cretáceo               | herbívoro      | Iguanodonte |
| Tapuiasaurus      | Cretáceo               | herbívoro      | — |
| Tehuelchesaurus   | Jurássico              | herbívoro      | — |
| Teyuwasu          | Triássico              | (desconhecido) | Duvidoso, consulte o artigo |
| Traukutitan       | Cretáceo               | herbívoro      | — |
| Trigonosaurus     | Cretáceo               | herbívoro      | — |
| Tyrannotitan      | Cretáceo               | carnívoro      | — |
| Uberabatitan      | Cretáceo               | herbívoro      | — |
| Unaysaurus        | Triássico              | herbívoro      | — |
| Unenlagia         | Cretáceo               | carnívoro      | — |
| Unquillosaurus    | Cretáceo               | carnívoro      | — |
| Velocisaurus      | Cretáceo               | carnívoro      | — O velocissauro é atualmente considerado um Noasauridae e um parente próximo do masiakassauro, um terópode africano.                                                 |
| Volkheimeria      | Jurássico              | herbívoro      | — |
| Willinakaqe       | Cretáceo               | herbívoro      | — |
| Xenotarsosaurus   | Cretáceo               | carnívoro      | O xenotarsossauro foi nomeado desta maneira por conta da fusão completa entre os ossos do tornozelo.                                                                  |
| Zapalasaurus      | Cretáceo               | herbívoro      | — |
| Zupaysaurus       | Triássico              | carnívoro      | — |

## Legenda
| Nomen dubium |
| Inválido     |
| Nomen nudum  |

## Critérios para inclusão
- A criatura deve aparecer na lista de dinossauros.
- Fósseis da criatura devem ser encontrados na América do Sul.
- Esta lista é um complemento da Categoria:Dinossauros da América do Sul.